# Mauricio Icaza
Mauricio Icaza es un deportista ecuatoriano que compitió en taekwondo. Ganó una medalla de oro en el Campeonato Panamericano de Taekwondo de 1996, en la categoría de –50 kg.

## Palmarés internacional
| Campeonato Panamericano | Campeonato Panamericano | Campeonato Panamericano | Campeonato Panamericano |
| Año                     | Lugar                   | Medalla                 | Categoría               |
| ----------------------- | ----------------------- | ----------------------- | ----------------------- |
| 1996                    | La Habana (Cuba)        | Medalla de oro          | –50 kg                  |